# 古比雪沃 (克里米亞)
44°37′45″N 33°51′56″E / 44.62917°N 33.86556°E

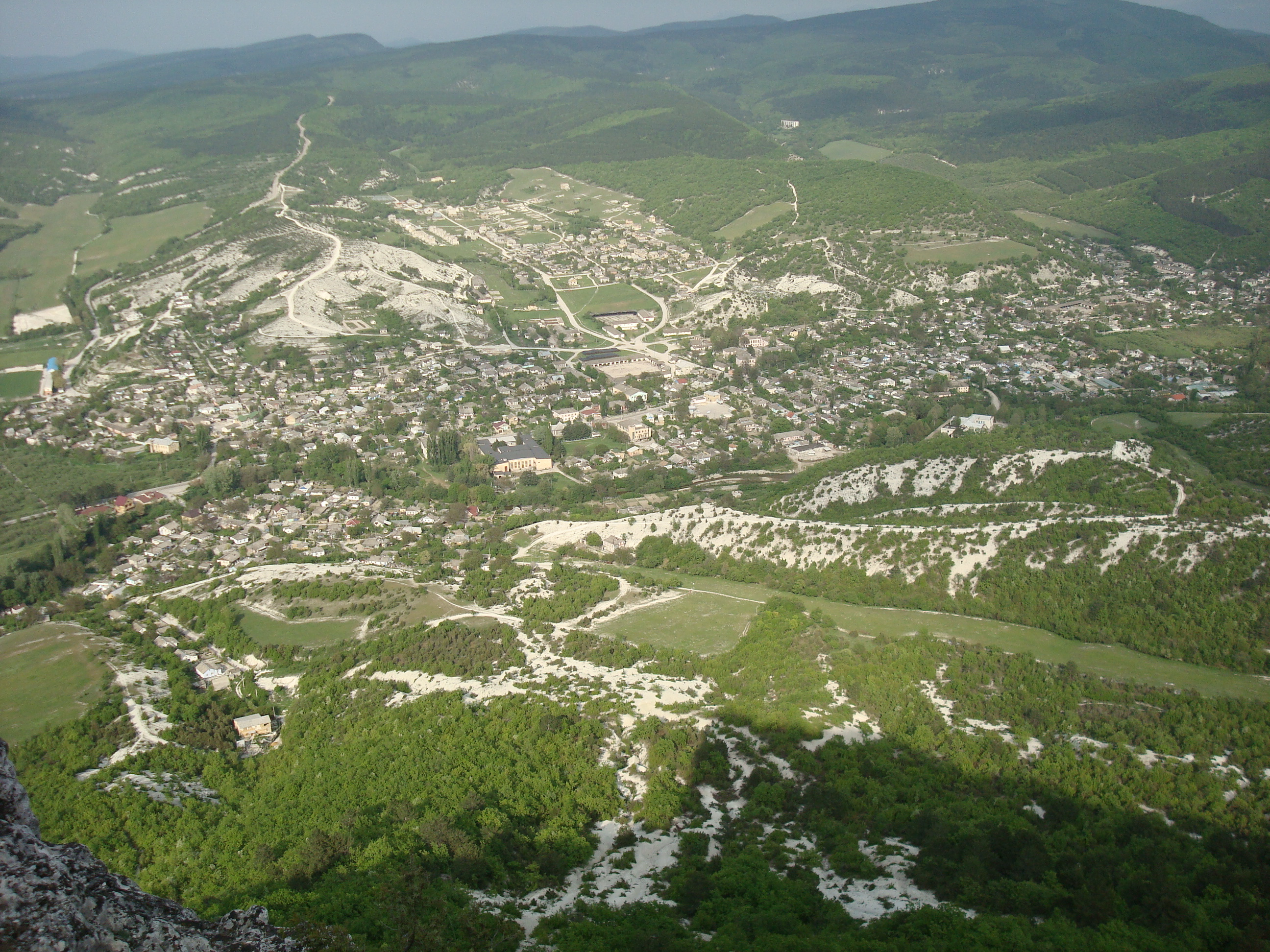
鸟瞰图

阿爾巴特（烏克蘭語：Албат），2016之前称为古比雪韦（烏克蘭語：Куйбишеве），俄罗斯当局称之为古比雪沃（羅馬化：Kuybyshevo），是法理上乌克兰克里米亚自治共和国南部巴赫奇萨赖区的市级镇，但事实上是俄罗斯克里米亞共和國巴赫奇萨赖区的市级镇。該鎮處於別利別克河畔，距離巴赫奇薩賴20公里和辛菲罗波尔50公里，海拔高度129米，2011年人口2,368。
自俄羅斯於2014年吞併克里米亞，該半島一直受俄烏雙方爭議。
2016年，烏克蘭進行大規模的去共化，因此這鎮也被改名。但由於這鎮至今仍未被烏克蘭政府控制，新名未受當地使用。